# 克列緬丘格乳業
克列緬丘格乳業股份有限公司，簡稱克列緬丘格乳業股份，以及克列緬丘格乳業（烏克蘭語：«Кременчуцький молокозавод»），於1929年當時由本地政府設立一家製造奶類產品，包括冰淇淋、乳酪等。
總部位於烏克蘭克列緬丘格，總裁為Vdovenko Ruslan V.。在2011年9月16日，法國達能集團以580萬歐元收購該股份，而持股量為40%。

## 連結
- danone.ua （页面存档备份，存于）